# Alex Steinweiss

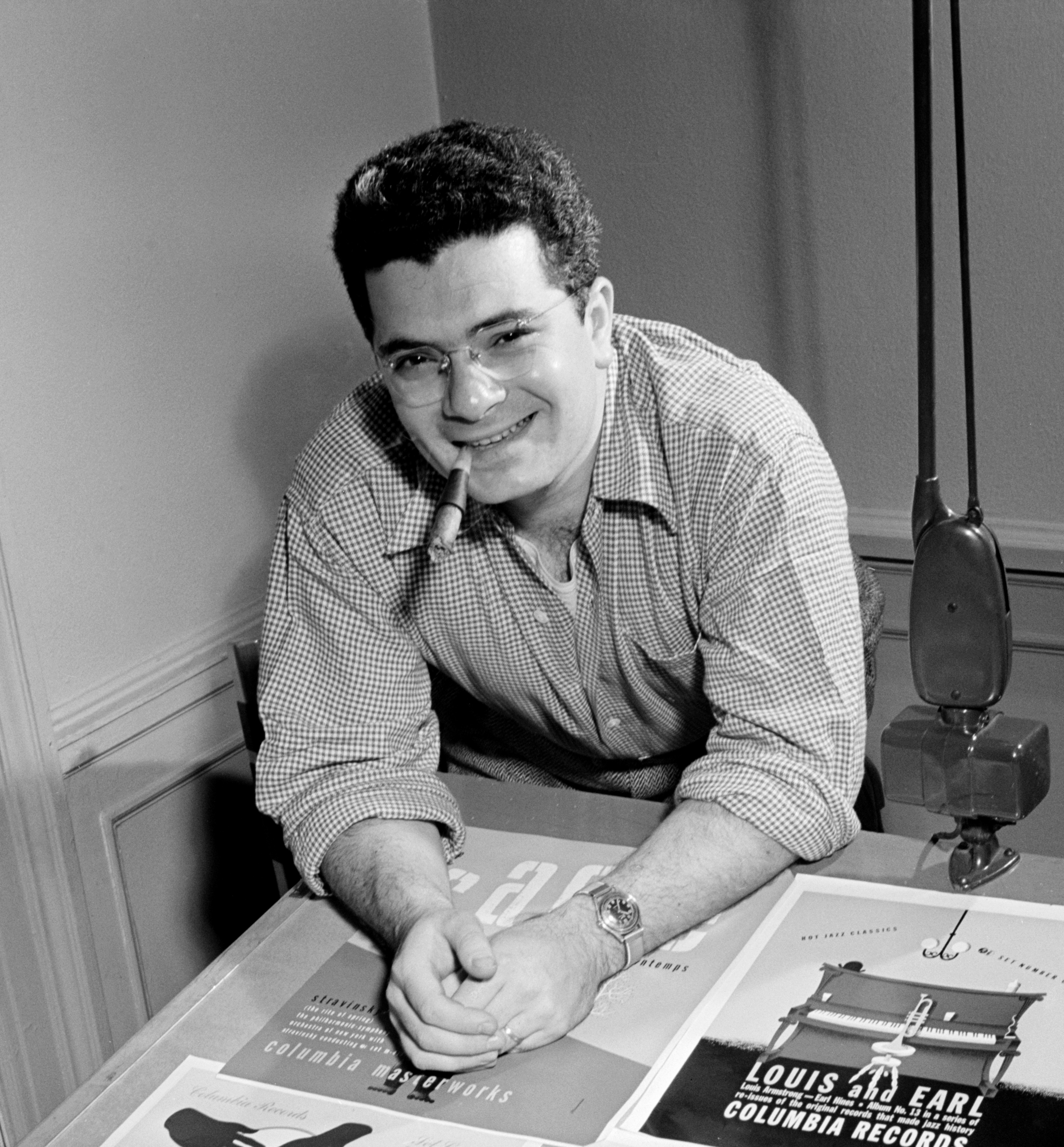
Alex Steinweiss in 1947.

Alex Steinweiss (Brooklyn, 24 maart 1917 – Sarasota, 18 juli 2011) was een Amerikaans graficus, de bedenker en ontwerper van de eerste geïllustreerde platenhoes.

## Platenhoes
Tot 1938 zaten alle muziekplaten verpakt in een bruine hoes. In het midden was een cirkel uitgesneden, waardoor men het label op de plaat kon zien. Steinweiss werkte als ontwerper van posters en catalogi bij Columbia Records. Hij vond dat er aan die platenhoezen iets kon veranderen en stapte met een voorstel naar de directie. De eerste plaat die met een door hem ontworpen hoes werd uitgegeven was Smash Song hits van Rodgers and Hart.
In totaal ontwierp Steinweiss 2.500 platenhoezen voor verschillende labels. Daarnaast was hij ook actief met het tekenen van posters, advertenties en etiketten. Hij bleef achter zijn tekentafel tot begin van de jaren 70 en kreeg auteursrechten voor een door hem ontworpen lettertype, dat bekend werd onder de naam Steinweiss Scrawl.